# Richard Saul Wurman
Richard Saul Wurman (født 26. marts 1935 i Philadelphia) er en amerikansk arkitekt og grafisk designer. Wurman har skrevet og designet over 83 bøger, skabt TED og betegnelsen informationsarkitektur, et begreb der dækker over opbygningen af hjemmesider.[kilde mangler]